# دسلوخ
دسلوخ (به آلمانی: Desloch) یک شهر در آلمان است که در باد کرویتسناخ واقع شده‌است.

## نگارخانه

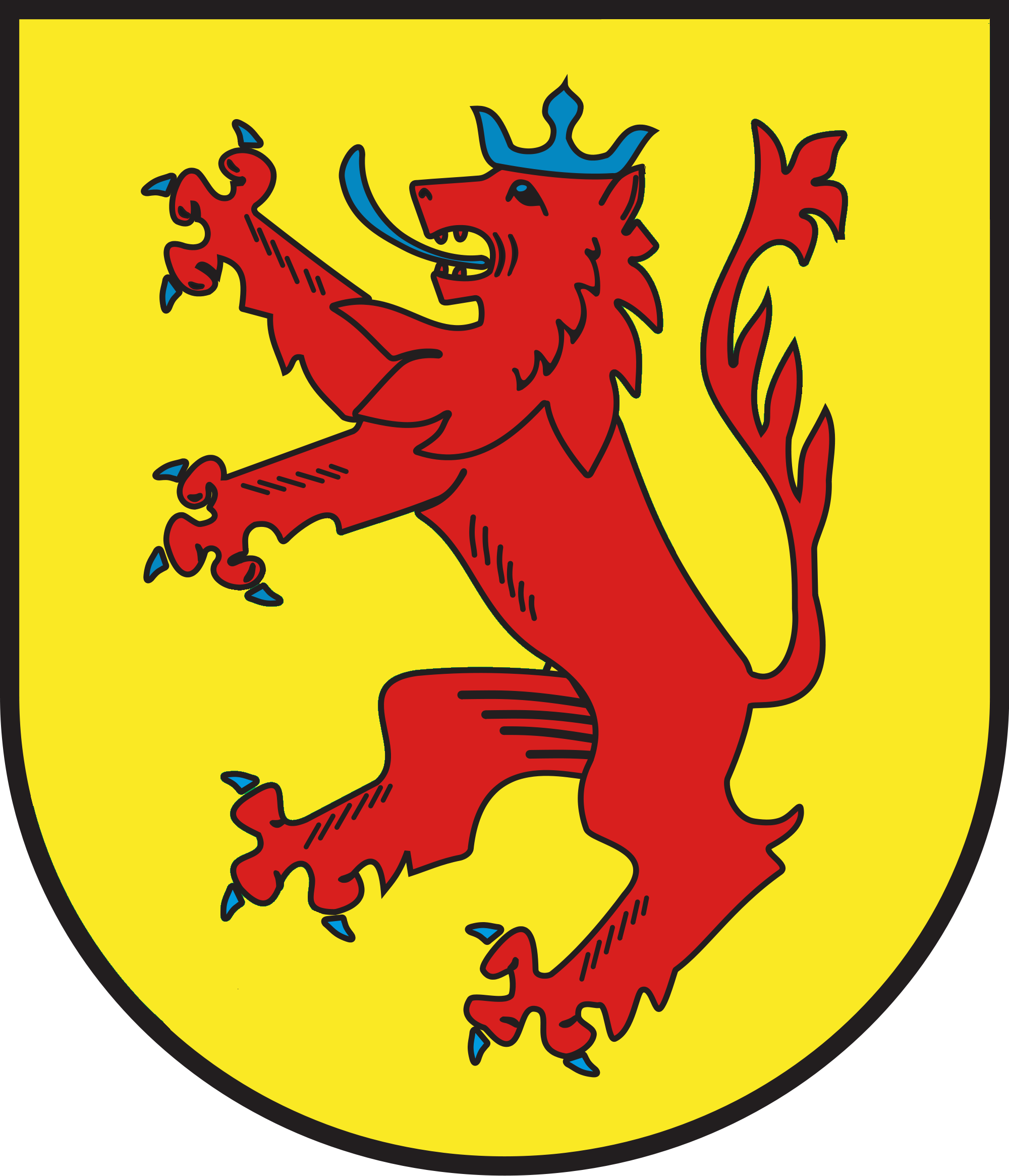